# Dullin
Dullin ist eine französische Gemeinde mit 493 Einwohnern (Stand: 1. Januar 2022) im Département Savoie in der Region Auvergne-Rhône-Alpes. Sie gehört zum Kanton Le Pont-de-Beauvoisin im Arrondissement Chambéry und ist Mitglied im Gemeindeverband Le Lac d’Aiguebelette. Die Einwohner werden Dullinois genannt.

## Geographie
Dullin liegt etwa 15 Kilometer westsüdwestlich von Chambéry. Nachbargemeinden von Dullin sind Ayn im Norden, Novalaise im Norden und Nordosten, Saint-Alban-de-Montbel im Osten, La Bridoire im Süden sowie Verel-de-Montbel im Westen.
Durch die Gemeinde führt die Autoroute A43 (Tunnel de Dullin).

## Bevölkerungsentwicklung
| Jahr                       | 1962 | 1968 | 1975 | 1982 | 1990 | 1999 | 2006 | 2013 |
| -------------------------- | ---- | ---- | ---- | ---- | ---- | ---- | ---- | ---- |
| Einwohner                  | 187  | 192  | 214  | 222  | 326  | 333  | 376  | 409  |
| Quellen: Cassini und INSEE |      |      |      |      |      |      |      |      |

## Sehenswürdigkeiten
- gotische Kirche Saint-Jean-Baptiste aus dem 13. Jahrhundert, Umbauten aus dem 15. Jahrhundert
- Burgruine von Dullin, Portal aus dem 13. Jahrhundert

## Weblinks

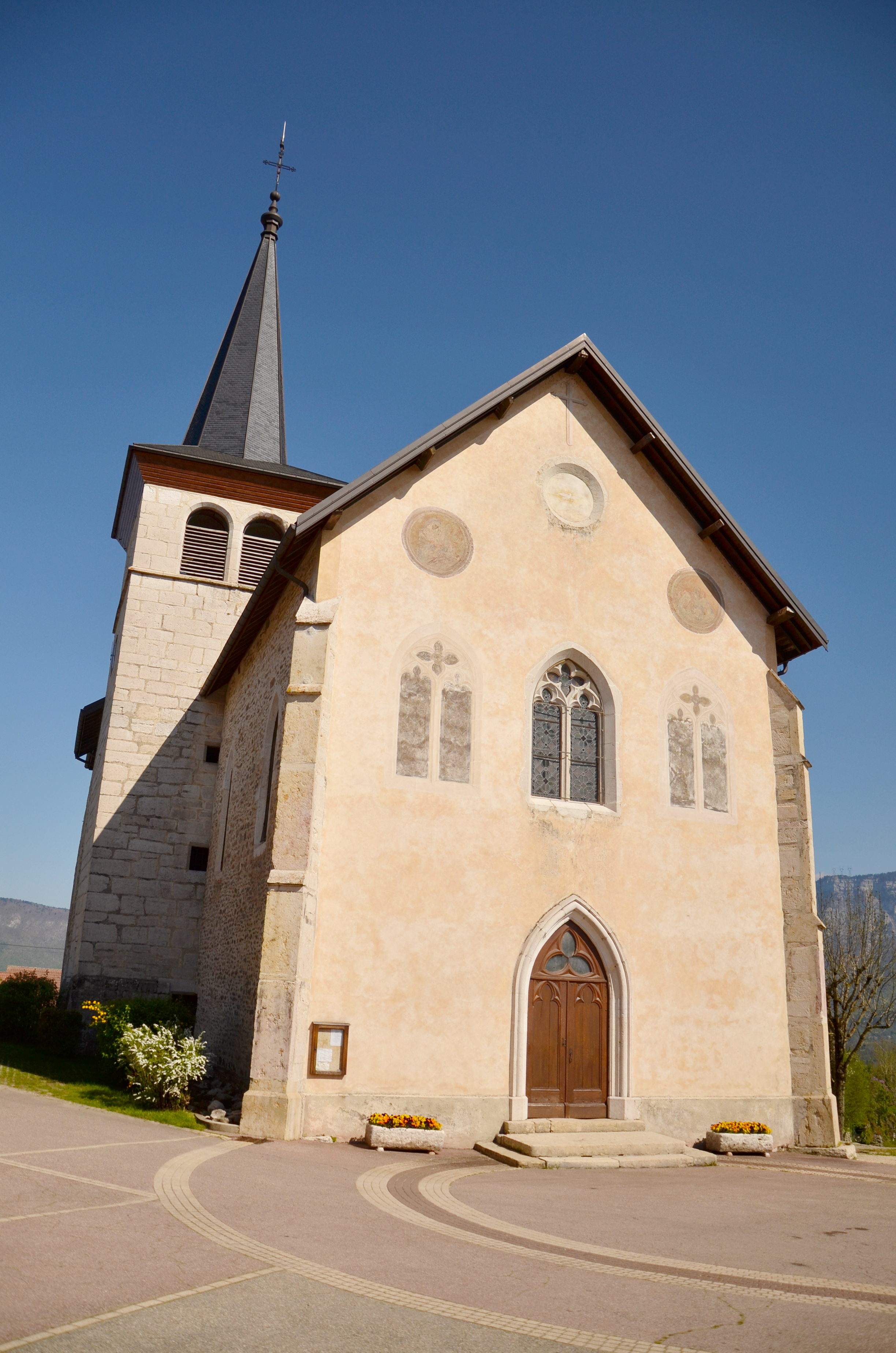
Kirche Saint-Jean-Baptiste